# 博徒一代 血祭り不動
『博徒一代 血祭り不動』（ばくといちだいちまつりふどう）は、1969年2月22日に大映が配給した、安田公義監督による任侠映画で、市川雷蔵の遺作である。市川は、東映の模倣とも言える様な任侠映画に出演することには気乗りしていなかったという。
この作品の撮影時、既に病を患っていた市川は体調が優れず、『眠狂四郎悪女狩り』同様、立ち回りシーンの撮影は自ら演じるが出来ず、代役が行った。

## あらすじ
桜田丈吉が約6年の刑期を終えて、新津に居る弟分である勇一のもとを訪れるが、彼は北陸一帯に勢力を持つ長丸家というヤクザの大組織の跡目を狙っている、大戸という男の片腕となり下がっていた。長丸家の2代目とも目されている北松の子分が、その大戸を襲撃するが、失敗する。桜田はこの一件が北松が手を引いていると睨み、証言を得ようと子分の男を拷問する。丈吉は酷い拷問を受けていることを不憫に思い、男の希望を聞き入れ男を殺す。桜田は屍を北松に届けた帰り道で、かつて仕方なく殺す羽目になった男の妹に出くわす。

## 配役
- 市川雷蔵 : 桜田丈吉
- 近衛十四郎 : 小洗音次郎
- 亀井光代 : お園
- 長谷川待子 : お初
- 金内吉男 : 輪島勇一
- 石山健二郎 : 泉谷剛造
- 富田仲次郎 : 杉谷理三郎
- 田中三津子 : お常
- 水上保広 : 水上龍平
- 杉浦真三雄 : 千葉留夫
- 木村元 : 島崎稲三
- 水原浩一 : 黒崎
- 伊達岳志 : 丸谷義助
- 山本一郎 : 初音の客
- 浜田雄史 : 天野昭
- 石原須磨男 : 賭場の客
- 原聖四郎 : 親分
- 遠藤辰雄 : 大戸国五郎
- 金田龍之介 : 北松市蔵

## スタッフ
- 監督 : 安田公義
- 企画 : 八尋大和
- 撮影 : 今井ひろし
- 美術 : 加藤茂
- 音楽 : 鏑木創
- 編集 : 菅沼完二
- 脚本 : 高田宏治

## 併映作品
- 『関東おんな極道』